# Ambrosius Nutclauss
Ambrosius Nutclauss, auch Ambroży Nutclauss (zwany Przychylnym) († 1641 in Lemberg, Polen-Litauen; heute: Lwiw, Ukraine) war ein Schweizer Bildhauer und Architekt der Renaissance, der vor allem in Polen tätig war.

## Leben
Ambrosius Nutclauss stammte aus dem Engadin. Es ist nicht bekannt, wann er nach Polen-Litauen kam. 1596 ist er als Meister der Maurergilde in Lemberg nachweisbar. Seinen Nachlass stiftete er dem Bau der Lazaruskirche und des Spitals in Lemberg.

## Werke

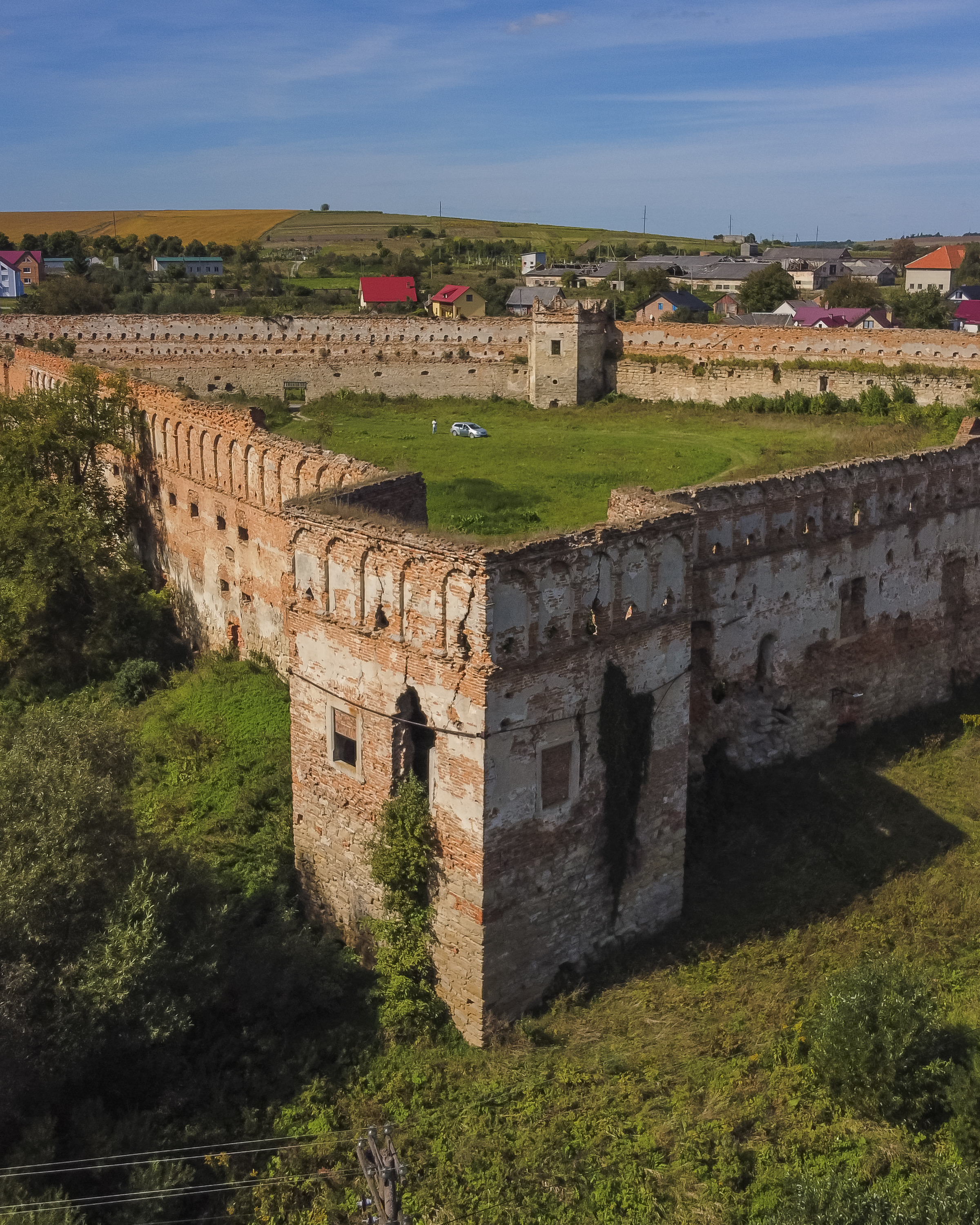
Schloss Stare Selo

Ambrosius Nutclauss war vor allem in Lemberg und Schowkwa tätig. Er gestaltete folgende Gebäude: 
- Goldene-Rosen-Synagoge in Lemberg zusammen mit Paolo Romano
- Mariä-Entschlafens-Kirche in Lemberg
- St.-Andreas-Kirche in Lemberg
- Lazaruskirche in Lemberg
- Schloss des Władysław Dominik Zasławski in Stare Selo